# Белевые петлицы

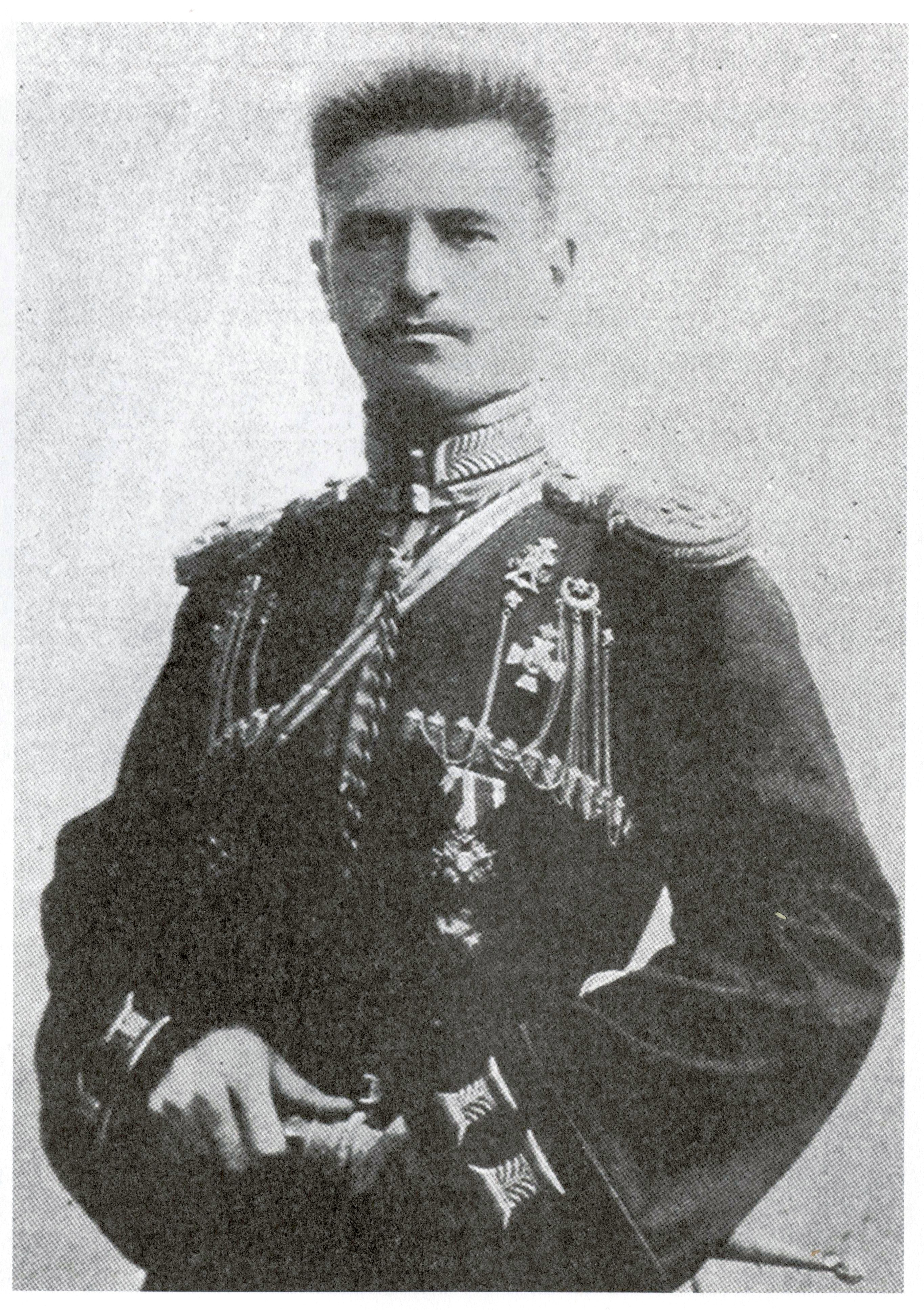
Русский авиатор сотник В. М. Ткачёв, видны двойные белевые петлицы на обшлагах рукавов

Белевые петлицы — особые знаки отличия из белевого (шелкового) галуна в ознаменование особого монаршего благоволения и в награду за верную и ревностную службу, как в военное, так и в мирное время. 
Петлицы по очертаниям были схожие с продольным сечением современной катушки для ниток. В некоторых источниках указаны как украшение.

## История
Белевые петлицы как знаки отличия прикреплялись, кому было Высочайше установлено, на воротниках и на обшлагах рукавов мундиров обмундирования Русской гвардии и армии Вооружённых сил Российской империи.
В 1857 году, 3 января Высочайше было указано, что фурштатским офицерам при тех полках Русской гвардии и армии, коих шефами состояли их императорское высочество, и где нижним чинам фурштатских команд присвоены на воротнике и обшлагах белевые петлицы, наравне с строевыми чинами тех полков, предписано иметь также на воротнике и обшлагах серебряные петлицы, а нестроевым нижним чинам указанных выше полков — писарям, фельдшерам, мастеровым и так далее — предписано также иметь белевые петлицы, наравне со строевыми нижними чинами.
Одиночные белевые петлицы введены в форму всех казачьих частей, кроме гвардейских, указом от 6 (19) декабря 1908 года «в награду за верную и ревностную службу, в ознаменование особого монаршего благоволения». На мундирах черкесского покроя эта белевая тесьма нашивалась на воротник бешмета.
Так, одиночные белевые петлицы на воротнике и обшлагах мундиров нижних чинов были пожалованы 6 (19) декабря 1908 года всем строевым нижним чинам казачьих частей Русской армии (кроме гвардии), в том числе артиллерийским, например 1-й Донской Казачьей батарее.
Двойные белевые петлицы были положены нижним чинам 3-й конно-артиллерийской императора Александра I батареи. в соответствии с приказом Военного ведомства № 210 от 1914 года.
Некоторые гражданские шутники смеялись: «Ждали казаки землицы, а получили петлицы».

## Тесьма или басон
Употреблялась в ВС России для петлиц следующие тесьма или басон:
- Армейская и гренадерская — белевая, шириной в ½ вершка с средней, в две нити, полоскою по цвету воротника (клапана) — красная, светло-синяя, розовая и чёрная[6], эта же тесьма употребляется на музыкантские наплечники гренадерских частей и на обшивку воротников и обшлагов у армейских гусар, где Высочайше присвоено.
- Казачья — белевая, шириной в ½ вершка, с средней, в две нити, полоской, по цвету прикладного сукна — алая, светло-синяя, малиновая и желтая[7].